# سوق الكنيسة
إن سوق الكنيسة (بالإنجليزية: Church Sale) هو أحد أنواع السوق الخيرية حيث تكون الكنيسة في الحاجة إلى التمويل للإرساليات والفعاليات الهامة أو حتى لصيانة الكنيسة نفسها، وتعرض الكنيسة سلعًا مستعملة للبيع يكون قد تَبرع بها أعضاء الكنيسة أو أعضاء المجتمع الكرام. وهذه السلع المستعملة عادةً ما تكون السلع التي يمكن العثور عليها في سوق الجراج أو سوق الفناء.
وتذهب العائِدات إلى الكنيسة لتمويل إرسالية محددة أو حدث معين أو للإنفاق على التجديدات التي تحتاجها الكنيسة. وعادةً ما يقوم بالبيع أعضاء الكنيسة المتطوعين للمساعدة في وقت فراغهم خلال عطلة نهاية الأسبوع. وفي المعتاد، يقام السوق في عطلة نهاية الأسبوع في مواقف السيارات أو الملاعب أو في المساحات المفتوحة بالكنيسة.